# Concerto per chitarra e piccola orchestra (Villa-Lobos)
Il Concerto para Violão e pequena orquestra (Concerto per chitarra e piccola orchestra) è stato composto da Heitor Villa-Lobos nel 1951.
Fu il suo primo e unico lavoro per chitarra e orchestra, ed è dedicato ad Andrés Segovia. Il maestro spagnolo tuttavia, prima di eseguirlo in concerto, richiese al compositore di inserire - fra il secondo e il terzo movimento - una cadenza che rispondesse ai suoi gusti; Villa-Lobos accettò, e la prima mondiale del Concerto para violão fu a Houston il 6 febbraio 1956, con Villa-Lobos stesso a dirigere Segovia e la Houston Symphony Orchestra.
Nel periodo di tempo intercorso fra la composizione e la prima esecuzione pubblica, Villa-Lobos lavorò ad un arrangiamento per chitarra e pianoforte del Concerto, che pubblicò nel 1955 presso Max Eschig. Dallo stesso editore farà pubblicare l'originaria versione orchestrale solo nel 1971.
La registrazione di Julian Bream con la London Symphony Orchestra (RCA Red Seal) vinse nel 1972 un Grammy Award per la "Miglior interpretazione solista di musica classica con orchestra".